# Fontcoberta de Baix
Fontcoberta de Baix és una masia de Vic (Osona) protegida com a Bé Cultural d'Interès Local.

## Descripció
Edifici civil. Masia de planta rectangular coberta a quatre vessants amb la façana orientada a llevant, on hi ha un gros portal dovellat. És de planta baixa i dos pisos.
Té alguns cossos annexionats destinats a dependències agrícoles. L'era és de grans dimensions i està feta amb petites lloses.
Està construïda amb còdols de riu i lleves de pedra. Algunes finestres tenen sobrearcs de totxo. Els elements de ressalt són de pedra picada. Cal remarcar que els angles de l'edificació són de pedra picada i marquen un punt rodó.
L'estat de conservació és bo malgrat alguns afegitons de totxo que desmereixen l'antiga tipologia.

## Història
Als fogatges de Vic i fora mur de la ciutat trobem registrada la masia de Fontcuberta davall. Són datats l'any 1553.
Pertany a l'ennoblit marquès de Fontcuberta, també propietari de Sala d'heures de Santa Eugènia de Berga.
Aquest mas, segons llinda, fou reformat l'any 1589.